# Ингирами, Джованни
Джованни Ингирами (итал. Giovanni Inghirami; 1779, Вольтерра — 1851, Флоренция) — итальянский астроном из старинного тосканского патрицианского рода Ингирами из Вольтерры, брат Франческо Ингирами.
Первоначально он находился при обсерватории коллегии Брера в Милане, а впоследствии встал во главе обсерватории, организованной иезуитом Хименесом при коллегии ордена во Флоренции (ныне Collegio dei Scolopj). Европейскую известность Ингирами дали его «Effemeridi dell’occultazione delle piccole stelle sotto la luna» (Флор., 1809—1830), a ещё более его «Effemeridi di Venere e Giove all’uso de’naviganti, pel meridiano di Parigi» (1821—1824) и участие в составлении берлинского астрономического атласа. Кроме того, Ингирами принадлежат: «Tavole astronomische universali portatili» (Флор., 1811), превосходная «Carta topografica e geometrica della Toscana» (масштаб 1:200000, Флор., 1830) и другие труды.

## Память
Его именем названы кратер на Луне и близлежащая долина.